# Baltar
Baltar és un municipi de la província d'Ourense a Galícia. Pertany a la Comarca da Limia.
| 3.134 | 3.145 | 3.250 | 4.018 | 1.180 |
| Fonts: INE i IGE (Els criteris de registre censal variaren i les dades de l'INE i de l'IGE poden no coincidir.) |       |       |       |       |

## Geografia
Baltar és un municipi d'interior, amb un relleu suau encaixat entre els Monts de Montecelo els Monts de Boullosa i la Serra de Larouco al sud que, arribant als 1.300 m., constituïx el limiti natural amb Portugal. Està regat per dos afluents del riu Limia, el ric Faramontaos i el Sales; el primer discorre pel nord i després per l'oest i el segon pel sud. El terreny és granític, sorrenc i poc fèrtil. Hi ha boscos de frondosa i coníferas a les valls i arces principalment a la Serra de Larouco. El municipi està travessat per la carretera que duu a Xinzo de Limia. Es dona una oscil·lació tèrmica acusada (14 °C), amb temperatures mitges anuals baixes (10 °C) i poques precipitacions (entre 25 i 125 mm.).

## Història
El territori va estar poblat pels limics fins al segle i quan va ser envaït per tribus bàrbares És possible que a Dourique es disputés una batalla entre el rei de Portugal i els moros. A l'època medieval era una possessió de la Casa de Monterrei. Part del municipi va constituir el Vedat Mixt

## Economia
Predomina el sector primari d'autoconsum (50% de la població), seguit de la construcció (20%), els serveis (20%) –cal citar-ne la famosa orquestra «Serra de Lluna»— i la indústria (5%). El 75% del sòl és forestal i el 20% són arços, S'hicrien porcs vaques i ovelles.

## Cultura
A la zona compresa entre els rius Sales i Feramontaos hi ha les ruïnes d'un lloc conegut com a Saler, del qual es diu que prové el nom del riu. El sivo és el vestit típic de la zona i es feia amb lli.